# Aphonopelma paloma
Aphonopelma paloma es una especie de araña migalomorfa del género Aphonopelma, familia Theraphosidae. Fue descrita científicamente por Prentice en 1993.
Habita en los Estados Unidos. Se puede encontrar en el sur de Arizona, pero requiere una inspección meticulosa para detectarlo. Esto no solo se debe a su pequeño tamaño, ya que las entradas de sus madrigueras suelen tener entre 5 y 10 mm de ancho. El holotipo masculino mide 14,5 mm y el paratipo femenino 16,2 mm.